# Tom Brokaw

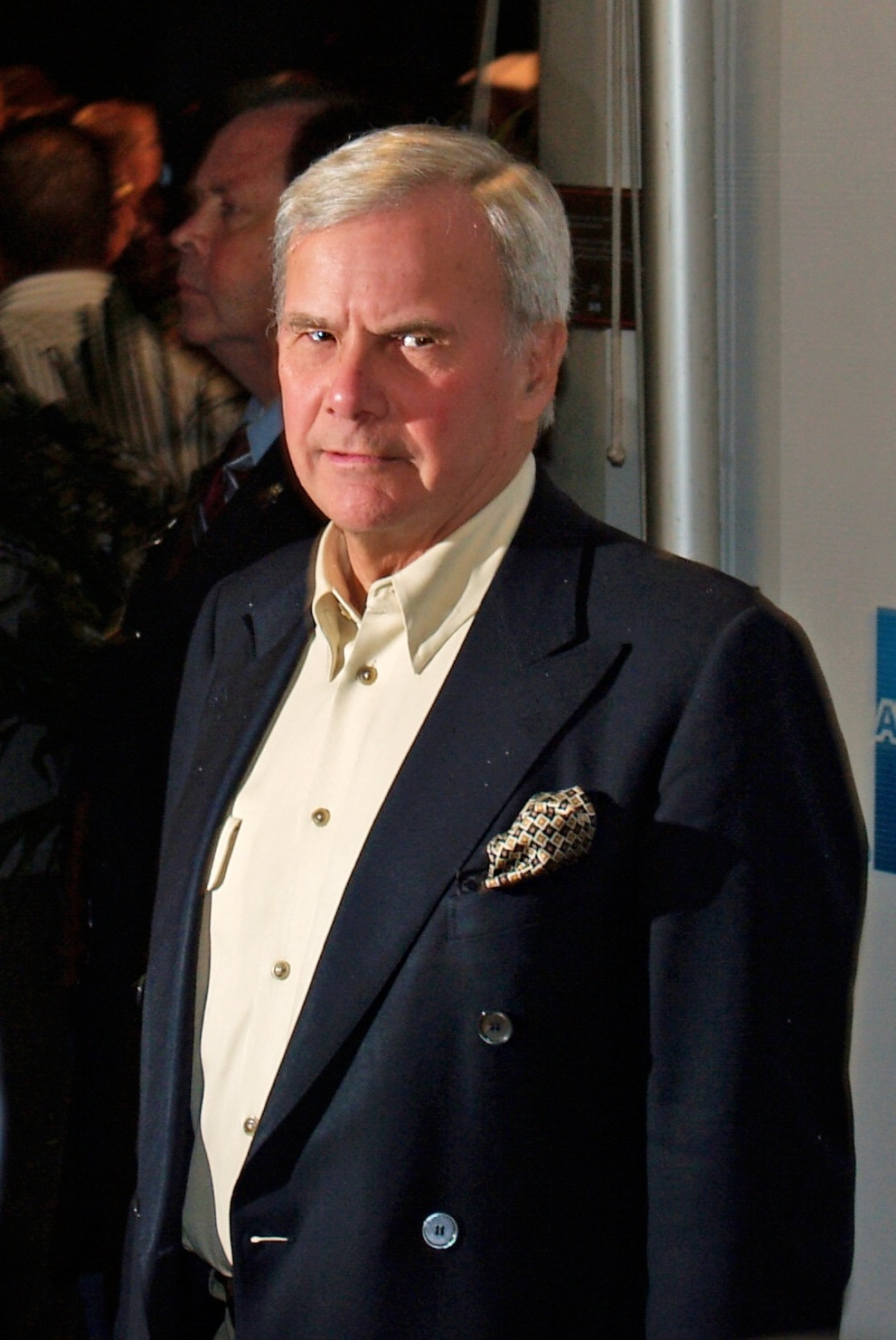
Tom Brokaw

Thomas John Brokaw (ur. 6 lutego 1940 w Webster, w stanie Dakota Południowa) – amerykański dziennikarz telewizyjny i były anchor NBC Nightly News with Tom Brokaw. Ostatni raz poprowadził wiadomości 1 grudnia 2004 roku. Uczynił ze swojego programu najchętniej oglądany serwis informacyjny w Stanach Zjednoczonych. Otrzymał wiele nagród, m.in. 7 Emmy i nagrodę Peabody. Autor książek, głównie wspomnieniowo-historycznych, i licznych artykułów prasowych.
Ukończył politologię i dziennikarstwo na Uniwersytecie Dakoty Południowej. W 1962 roku poślubił Miss Dakoty Południowej Meredith Lynn Auld, którą poznał przeprowadzając z nią wywiad radiowy; nadal są małżeństwem.
Jako dziennikarz telewizyjny pracował w Sioux City, Omaha, Atlancie, a w 1966 roku zatrudnił się w NBC. W latach 1973–76 był korespondentem stacji w Białym Domu, w latach 1976–1981 współgospodarzem porannego programu informacyjnego Today. Wieczorne wiadomości prowadził samodzielnie od września 1983 roku.
W 1987 roku opublikował książkę The Arms, the Men, the Money, o Contras w Nikaragui. W tym samym roku przeprowadził pierwszy amerykański wywiad w cztery oczy z Michaiłem Gorbaczowem. W 1989 roku relacjonował upadek Muru Berlińskiego. W 2000 roku przeprowadził w Moskwie pierwszy amerykański wywiad telewizyjny z Władimirem Putinem.
W dniu zamachów 11.09.2001 prowadził wiadomości przez cały dzień. We wrześniu 2001 roku przysłano mu list z wąglikiem; ucierpiało dwóch pracowników NBC News. Jako najpopularniejszy anchor uzyskał „siedzący” wywiad z George’em W. Bushem. Razem z Danem Ratherem i Peterem Jenningsem tworzyli od lat 80. „Wielką Trójkę” anchorów. W 2004 przestał prowadzić NBC Nightly News. Wtedy zastąpił go Brian Williams.

## Książki
- The Greatest Generation, 1999, ISBN 0-375-50202-5
- An Album of Memories. Personal Histories from World War II, 2001, ISBN 0-375-50581-4
- A Long Way From Home. Growing Up in the American Heartland in the Forties and Fifties, 2003, ISBN 0-375-75935-2